# 존 F. 케네디 암살 사건
존 F. 케네디 암살 사건은 1963년 11월 22일 미국의 존 F. 케네디 대통령이 리 하비 오스월드의 총에 맞아 암살당한 사건이다. 1963년 11월 22일에 미국 케네디 대통령은 포드 자동차 회사에서 만든 링컨 컨티넨탈 차를 타고 텍사스주 댈러스 시내에서 퍼레이드를 하고 있었다. 오후 12시 30분 딜리 플라자를 지나던 케네디 대통령의 차량에 보관창고 건물 6층에서 리 하비 오스월드가 총 3발을 쐈다. 총알은 케네디 대통령의 목을 관통하였고 목을 잡고 고통을 호소하다 부인 재클린 케네디가 보는 앞에서 머리에 총을 맞고 사망했다. 그리고 텍사스 주지사 존 코널리에게도 부상을 입혔다.
오스월드는 케네디 저격 후 도주했고 1.6km 정도 도주했을 때 텍사스 순찰경관 J. D. 티핏이 오스월드를 정지시켰다. 그러나 티핏은 오후 1시 15분에 오스월드에게 리볼버 권총으로 살해당했다. 그 후 1시 45분경에 텍사스 극장의 제보로 오스월드를 체포했다. 그리고 11월 23일 새벽 1시 30분에 케네디 암살범으로 공식 기소되었다. 하지만 오스월드는 11월 24일 아침에 텍사스 경찰서 지하에서 주 교도소로 호송 중 잭 루비라는 나이트클럽 경영자의 총에 맞아 암살되었다.

## 배경

### 존 F. 케네디 암살 사건
일종의 대선 개막전으로 케네디는 11월에 플로리다와 텍사스를 방문한다는 계획을 세웠다. 나름대로 민권에 대해 명확한 태도를 취해온 터라 남부 대다수 주를 얻기는 어려울 것이라 판단, 플로리다와 텍사스를 겨냥해 각별히 공을 들이기로 했다. 11월 18일, 그는 탬파와 마이애미를 방문해 정계 노동계 인사들과 미중언론협회를 상대로 연설을 했다. 국내 경제와 해외 정세, 특히 라틴아메리카와의 관계가 연설의 주제였다. 텍사스 방문 기간에는 선거운동 자금을 갹출하고 정치적 갈등을 봉합하고자 했다. 당시 텍사스 주의 주지사는 존 코널리였다. 케네디는 벌써 몇 달때 코널리더러 텍사스 주의 부유층 기부자들과 만찬을 마련해달라고 채근해왔다. 하지만 1964년 주지사 재선을 노리던 코널리는 되도록 대통령과 혼연일체라는 인상을 주고 싶지 않았다. 케네디의 민권정책 때문에 텍사스 유권자 다수가 소원해져 있었던 것이다. 텍사스 출신이던 부통령 린든 B. 존슨도 케네디의 텍사스 방문이 썩 달갑지 않았다. 텍사스 민주당이 주지사 코널리의 보수파와 연방상원의원 랠프 야버러가 주도하는 자유주의 개혁 진영 사이의 마찰로 분열상을 빚고 있었다. 존슨은 케네디가 이 분열을 해소하는 데 그다지 큰 몫을 발휘하지는 못할 것이라고 생각했다. 그는 케네디의 방문이 도리어 갈등을 격화시키면서 케네디 스스로 당 내분 수습에 무능하다는 인상만 부각시키는 꼴이 되지 않을까 전전긍긍했다. 그러나 그 같은 텍사스의 정파 간 반목에도 케네디는 뜻을 굽히지 않았다.

텍사스를 방문하는 것이 현명하지 못한 처사라는 의견도 있었다. 공공연한 반케네디 우익 시위가 벌어질 가능성이 있다는 것이었다. 앞서 10월 24일 UN의 날에 스티븐슨이 댈러스를 방문했을 당시 극우 보수파 패거리가 떼로 몰려들어 스티븐슨에게 야유를 퍼부으며 신체적 의협까지 가한 전례가 있다. 그 때문에 대통령의 친지 중 몇몇은 굳이 위험을 무릅쓰고 댈러스를 방문해야겠냐는 뜻을 전하기도 했다. 이를테면 11월 4일 민주당 전국위원회 텍사스주 위원이던 바이런 스켈턴이 현지 신문 보도와 관련해 바비에게 전한 이야기가 있었다. 문제의 기사는 전직 장성 에드윈 워커에 관한 것으로, 워커는 극우 단체인 존버치 협회와 한통속이었다. 스켈턴이 편지에 담은 충고는 다음과 같았다. "워커의 발언은 '케네디는 자유 세계에 부담이 된다'는 것입니다. 그런 말을 하는 사람이라면 능히 대통령을 해코지할 수 있습니다. 대통령의 순방 일정에 댈러스가 들어 있다는 것이 못내 마음에 걸립니다. 아무쪼록 귀하도 이를 진지하게 고려해보시기 바랍니다." 바비는 이 편지를 오도넬에게 전달했고, 오도넬은 "편지를 대통령에게 보여드려도 시간만 낭비하는 꼴"이라는 결론을 내렸다. "스켈턴의 편지 때문에 순방 일정에서 댈러스같이 중요한 대도시를 제외할 것"을 건의하면 대뜸 케네디에게 '당신 미쳤냐'는 핀잔을 들을 것이라고 판단했다.

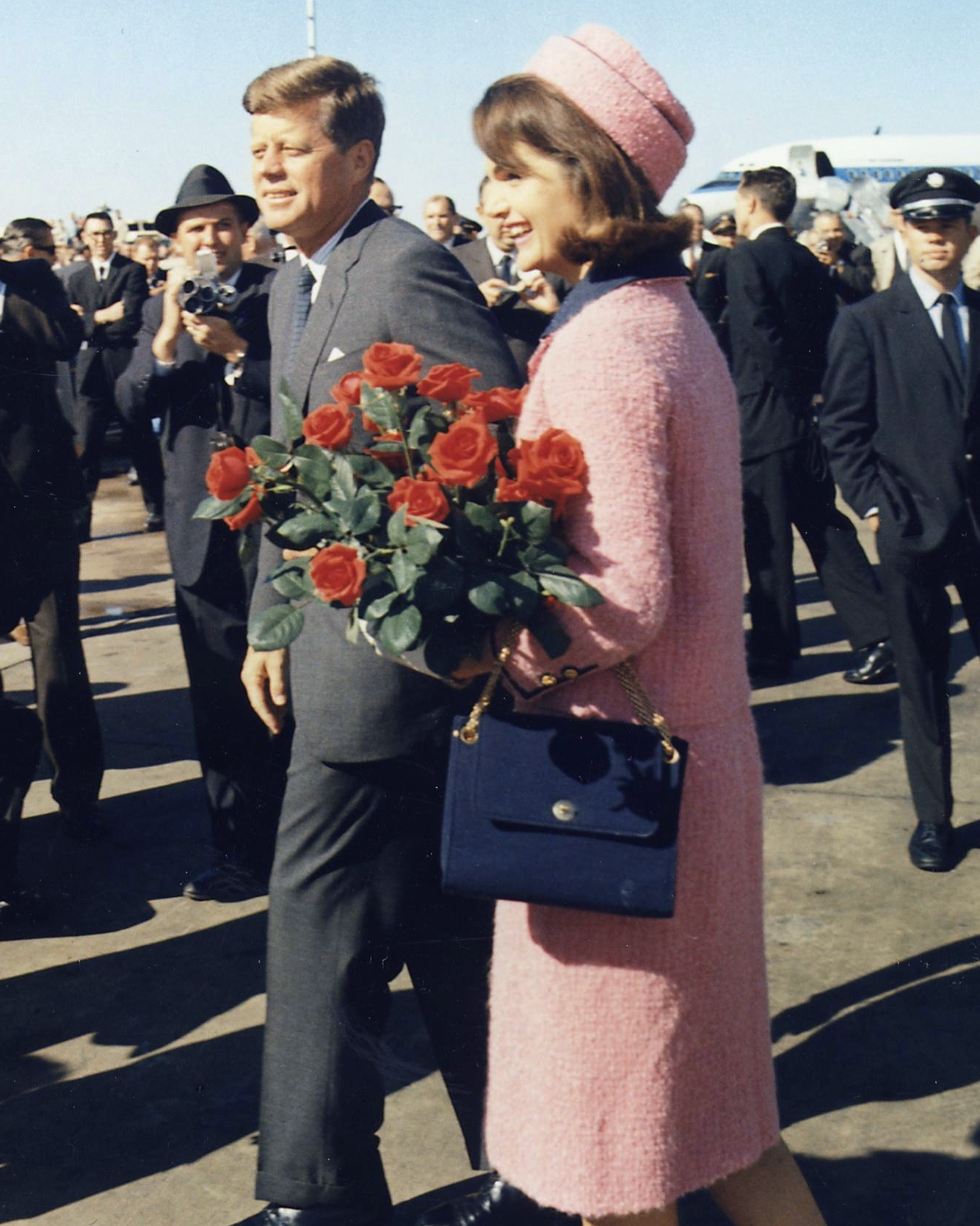
1963년 11월 22일 댈러스 러브 필드에 도착한 케네디 대통령과 케네디 영부인.

11월 21일 아침 케네디가 텍사스로 떠날 채비를 하는 사이 데이비드 파워스는 대통령 집무실에 들러 그와 이런저런 의논을 했다. 파워스의 회상이다. "미국 독수리를 한복판에 짜넣은 회녹색 카펫 위에 우뚝 서 있는데 본래 키 약 185센티미터보다 더 훨씬 훤칠해 보였습니다.늘 그렇듯이 허리가 아파서 애를 먹고 있었지만, 영락없이 건강의 화신처럼 보였어요." 그날 일정 역시 방문 일정을 소화하는 여느 날과 다를 바 없었다. 우선 앤드루스 공군 기지에서 샌안토니오까지 세 시간 반 비행, 다음에는 휴스턴과 포트워스까지 잇따라 45분씩 비행이 예정되어 있었다. 세 곳 공항에서 각각 수백 명의 환영객과 인사를 나누었고, 차량 행렬 두 시간 반 동안 도로 연변의 인파를 향해 손을 흔들었다. 샌안토니오에서는 항공우주 의료 시설 한 곳의 개관식을 치렀고, 휴스턴에서는 라틴아메리카 시민 연맹 앞에서 짤막한 연설을 했으며, 케네디의 편이자 우주 사업 부문 예산 확보에 도움을 준 연방하원의원 앨버트 토머스를 대접하는 만찬에서 치사의 뜻을 전했다. "영부인 재키가 나들이에 함께 나섰다!" 군중들이나 취재진에게서는 그것이 화젯거리였다. "코널리 편이라는 이유로 야버러가 존슨과 한 차로 움직이기를 거부했다!" 이 같은 뉴스 보도로 코널리와 야버러 양측의 노골적인 적대 관계가 뚜렷이 부각되었고, 대통령의 방문 의도를 둘러싸고 현지의 관심이 증폭되었다.

### 리 하비 오스월드

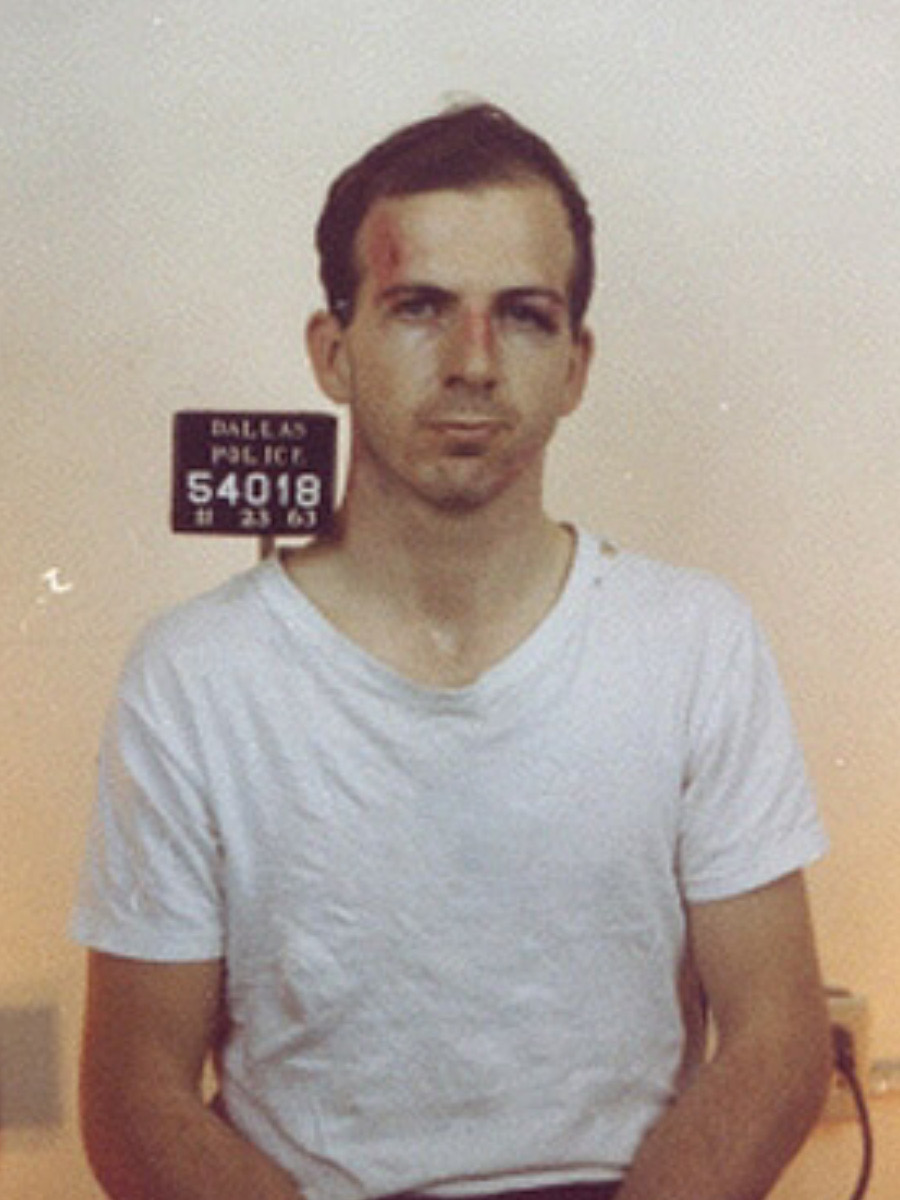
리 하비 오스월드의 머그샷

리 하비 오스월드(Lee Harvey Oswald)는 1939년 10월 18일 뉴올리언스에서 태어났다. 태어나서 17세가 될 때까지 오스월드는 22차례나 이사했고 11차례나 학교를 옮겼다. 17세가 되던 해 오스월드는 해병대에 입대해 레이다 관측병으로 일했다. 어린 시절 삶이 불우했다고 하며 해병대에서 보낸 삶도 별 다를 바 없었다. 오스월드는 두 차례 군사재판에 회부됐으며 소지허가를 받지 않은 22구경 권총을 사용해 우발적으로 자신에게 상처를 입혀 강등됐다. 1960년 10월 오스월드가 소비에트 연방으로 건너갔다. 그는 해병대 근무로 얻은 기밀을 넘기는 대가로 따뜻한 환경을 받으리라 희망했다. 그러나 얼마 지나지 않아 모스크바에서 보내는 변변찮은 삶에 질려 1962년 미국으로 돌아왔다. 소문으로는 1963년 우파 육군 장성 에드윈 워커를 저격해 마르크스주의자라는 자신의 정치적 시각을 드러내기로 마음먹었다고 한다. 이 암살 시도는 실패했지만 대통령 암살 시도는 성공했다.

## 암살
텍사스 순방 기간에, 특히 댈러스 방문 경로에 발생 가능한 위협에 대비해 대통령 신변 보호 차원에서 취할 만한 보안 예방책은 취하고 있었으나, 대통령 경호 담당 재무부 비밀 검찰국이나 FBI는 극우 세력에 대해서는 과대 반응을, 급진 좌파의 암살 가능성에 대해서는 과소 반응을 보이고 있었다. 그 결과 두 기관 모두, 리 하비 오스월드가 대통령에게 위해를 가할 수 있는 존재라는 사실을 탐지하지 못했다. 오스월드는 그의 일터인 교과서 보관 창고로 쓰이던 댈러스 중심가 딜리 플라자 건물 6층 창문에서 바로 아래 무개차에 몸을 싣고 지나가는 대통령을 겨냥해 세 발을 발사했다. 두 번째 발사된 탄환이 케네디의 목 뒤를 가격했다. 세 번째 탄환은 후두부에 치명타를 가했다. 중부 시각으로 오후 1시, 저격 순간에서 30분이 지난 시각, 댈러스 파클랜드 메모리얼 병원 의료진은 영부인에게 대통령이 운명했다는 사실을 통보했다.

### 오스월드의 체포
공식 성명은 텍사스 교과서 맞은편에 있던 중인 하워드 브레넌이 보관소 건물 6층 모퉁이에 있는 창문에서 한 남자가 소총을 발사하는 모습을 봤다는 내용을 담고 있다. 총격 후 몇 분이 지나기 전에 브레넌이 경찰에게 가서 자신이 본 광경을 알렸다. 보관소 5층에 근무하는 직원 해럴드 노먼이 브레넌의 말에 힘을 보탰다. 노먼은 위층에서 총소리와 탄창이 빠지는 소리를 들었다. 바닥을 설치하는 중이어서 6층은 아무도 없는 곳이었다. 댈러스 경찰이 두 사람의 제보를 토대로 오후 12시 30분부터 12시 50분 사이에 보관소 건물을 봉쇄했다. 오후 1시 3분 무렵 보관소 직원을 대상으로 인원 점검이 실시됐다. 이 조치로 소비에트 연방에 망명하려 한 적이 있으며 오후 12시 33분까지 건물 안에 있는 모습이 목격된 보관소 임시 직원 리 하비 오스월드가 자리를 비웠음이 확인됐다. 인원 점검 실시 후 9분 만에 수사관이 6층 동남쪽 창 근처에서 빈 탄과 탄피 3개를 발견했다. 오후 1시 22분 칼 데이가 상자 사이에 숨겨진 수동식 노리쇠가 있는 만리허-카르카노 소총을 찾아냈다. 그 사이인 오후 1시 15분 댈러스 경찰관 J. D 티핏이 오크클리프 지역 이스트 10번가에서 총에 맞아 사망했다. 주변에 있던 사람들은 총을 든 남자가 범죄현장에서 달아나 표를 사지 않고 그대로 텍사스 극장으로 숨어 들어가는 장면을 목격했다고 전했다. 제보에 따라 경찰관이 극장 안으로 잠입했고 극장에서 용의자 인상착의에 들어맞는 한 남자가 극장 뒤쪽 의자에 앉아 있는 모습을 발견했다. 맥도널드 경관이 근처로 다가가자 용의자가 자리를 박차고 올로 경관에게 몸을 부딪힌 뒤 권총을 뽑으려 시도했다. 하지만 성공하지 못했다. 벤틀리 경관이 뒤에서 용의자를 붙잡자 다른 경찰관들이 용의자를 제압하고 수갑을 체웠다. 지갑에서 나온 내용물로 붙잡힌 남자가 조금 전 교과서 보관소에서 다른 사람과 달리 자리에 없었던 직원, 리 하비 오스월드임이 확인됐다.

### 잭 루비의 오스월드 사살

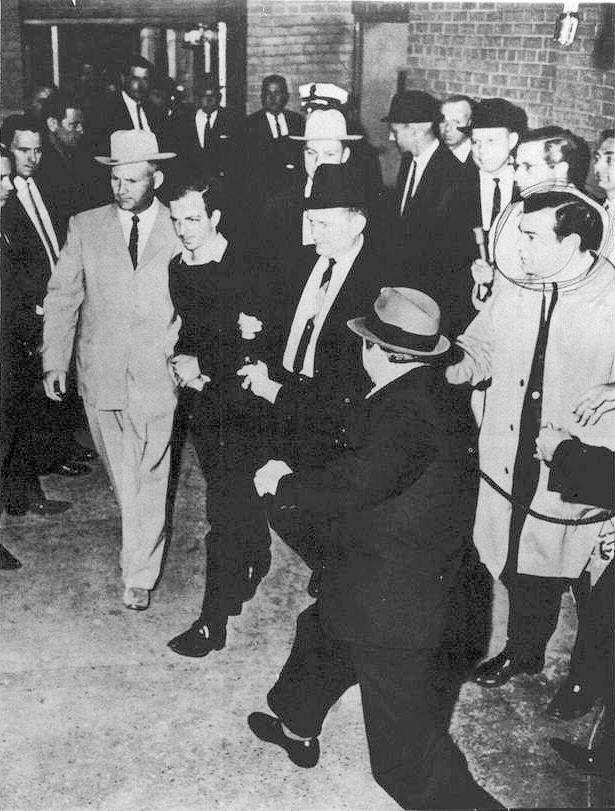
오스월드 저격 직전의 잭 루비.

체포된 오스월드는 오후 7시 10분 경찰관 티핏을 살해한 혐의로 정식 기소됐다. 다음날 오전 1시에는 존 F. 케네디 대통령을 암살한 혐의가 추가됐다. 11월 24일 아침, 지방 감옥으로 호송되는 도중 오스월드가 댈러스 경찰서 본부 지하 주차장에서 숨어 있던 사람에게 기습공격을 당했다. 나이트클럽 운영자 잭 루비가 코앞에서 쏜 총알이 오스월드의 복부를 관통했다. 루비는 하나씩 번갈아가며 자신이 오스월드를 암살한 이유를 댔다. 우선 전 영부인 재클린 케네디가 괴로운 재판에 참석하지 않아도 되게 하기 위함이고, 둘째는 자신이 오스월드에게 화가 났기 때문이며, 셋째는 댈러스를 구하기 위해서라고 주장했다. 루비는 살인죄로 유죄 판결을 받았다. 유죄 판결은 나중에 번복됐지만 루비는 새 재판이 시작되기 전 폐색전으로 철창 안에서 사망했다.

## 여파

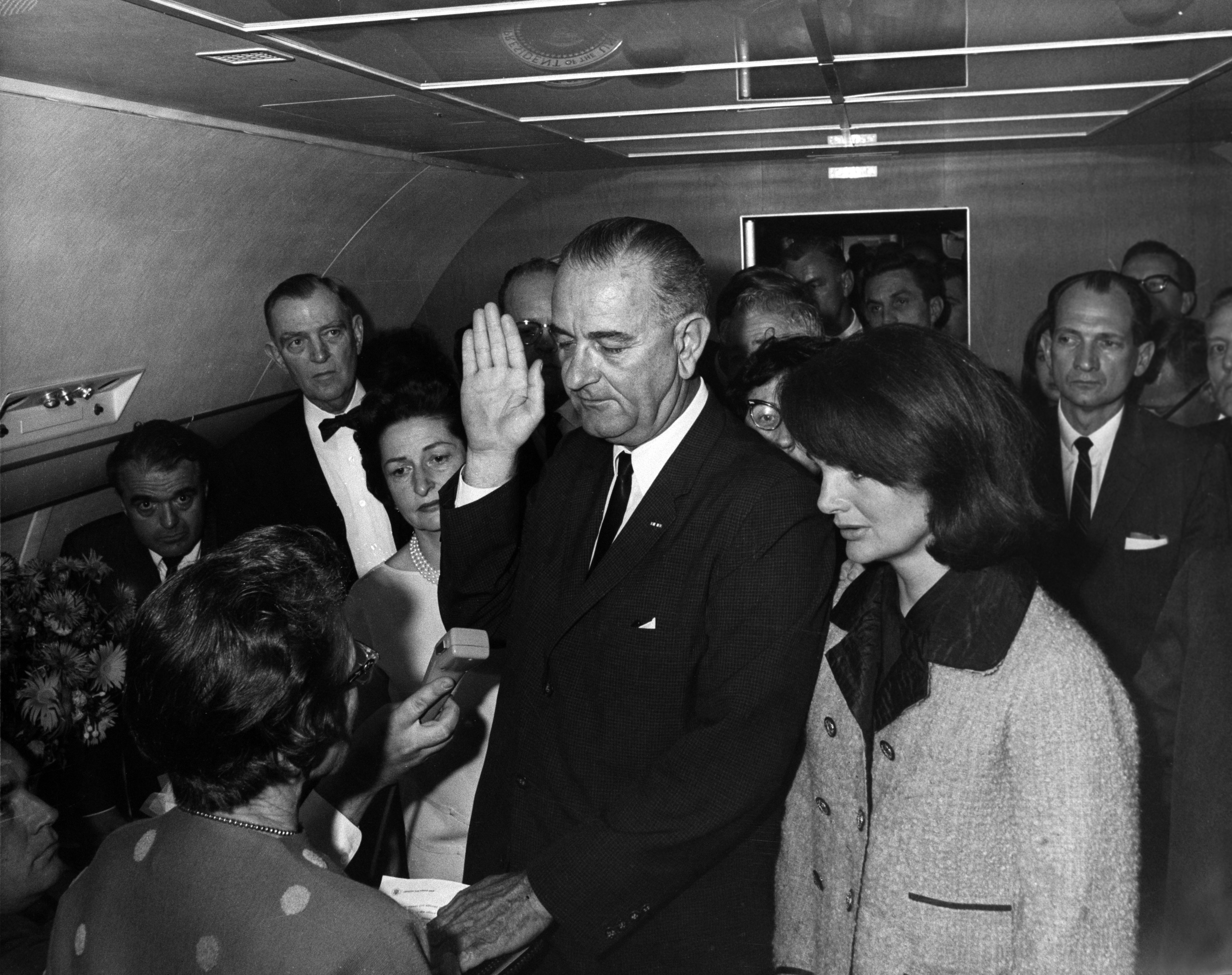
케네디 대통령 암살 2시간 8분 뒤 에어 포스 원에서 대통령 취임 선서를 하는 부통령 린든 B. 존슨.

케네디 대통령이 사망한 직후 린든 B. 존슨 부통령이 대통령 전용기 안에서 대통령 취임 선서를 했다. 존슨이 미국을 지휘하던 초기, 댈러스에서 일어난 사건에 대한 소문이 무성했다. 존슨은 재빨리 암살사건을 조사할 워런 위원회를 구성해 국민을 만족시켰다. 10개월에 걸친 조사가 끝난 뒤 워런 위원회는 암살은 오스월드가 단독으로 저지른 사건이며, 교과서 보관소 창문에서 수동식 노리쇠가 있는 만리허-카르카노 소총으로 8초 안에 3발을 발사했다는 결론을 내렸다. 3발 모두 뒤쪽에서 발사되었으며, 첫 발은 빗나갔고 두 번째 발은 대통령 어깨 뒤쪽을 뚫고 들어가 목으로 빠져나왔다. 마지막 총알은 머리 뒤쪽에 박혀 대통령을 사망에 이르게 했다. 그러나 대중은 여전히 만족하지 않았다. 1979년 케네디 대통령과 마틴 루서 킹 목사 암살사건을 조사하기 위해 특별히 구성된 미국 하원 암살사건 특별조사 위원회는 린든이 구성한 월런 위원회와 다른 결론에 도달했다. 워런 위원회가 작성한 보고서에 대부분 동의하기는 했으나, 하원 조사위원회는 오스월드가 아닌 다른 누군가가 네 번째 총을 쐈다고 결론지어 음모론을 확대했다.

### 참고 문헌
- 《The Torch Is Passed: The Associated Press Story of the Death of a President》. New York: Associated Press. Associated Press. 1963. LCCN 64001351.
- Brandimarte, Cynthia A. "Review: The Sixth Floor: John F. Kennedy and the Memory of a Nation," Journal of American History 78#1 (1991), pp. 268–274 online 보관됨 10월 25, 2022 - 웨이백 머신
- Bugliosi, Vincent (2007). 《Reclaiming History: The Assassination of President John F. Kennedy》. New York: Norton. ISBN 978-0-393-04525-3.
- Eder, Elizabeth. "Memory of a Nation: Effectively Using Artworks to Teach about the Assassination of President John F. Kennedy" Social Education (November/December 2011), pp. 296–300. online 보관됨 11월 22, 2022 - 웨이백 머신
- George, Alice. The assassination of John F. Kennedy: political trauma and American memory (Routledge, 2012).
- Gunzenhäuser, Randi. "History, and the Assassination of John F. Kennedy" Amerikastudien/ American Studies 43#1 (1998), pp. 75–91 online 보관됨 10월 25, 2022 - 웨이백 머신
- Kelin, John (2007). 《Praise from a Future Generation: The Assassination of John F. Kennedy and the First Generation Critics of the Warren Report》. foreword by H. C. Nash. San Antonio, TX: Wings Press. ISBN 978-0-916727-32-1.
- Manchester, William (1967). 《The Death of a President: November 20 – November 25, 1963》. New York: Harper & Row. LCCN 67010496.
- NBC News (1966). 《There Was a President》. New York: Random House.
- The New York Times (2003).  Semple, Robert B. Jr., 편집. 《Four days in November》. New York: St. Martin's Press.
- Stokes, Louis (1979). “Report of the Select Committee on Assassinations of the U.S. House of Representatives”. Washington, D.C.: United States Government Printing Office. 2020년 4월 3일에 원본 문서에서 보존된 문서. 2017년 8월 25일에 확인함.
- Sturdivan, Larry M. (2005). 《The JFK Myths: A Scientific Investigation of the Kennedy Assassination》. St. Paul, MN: Paragon House. ISBN 978-1-55778-847-4.
- Summers, Anthony (2013). 《Not in Your Lifetime》. New York: Open Road. ISBN 978-1-4804-3548-3. 2018년 3월 31일에 원본 문서에서 보존된 문서. 2020년 6월 22일에 확인함.
- Thompson, Josiah (1967). 《Six Seconds in Dallas: A Micro-Study of the Kennedy Assassination》. New York: Bernard Geis Associates. LCCN 67023577.
- Trask, Richard B. (1994). 《Pictures of the Pain: Photography and the Assassination of President Kennedy》. Danvers, Mass: Yeoman Press. ISBN 978-0-9638595-0-1.
- Warren, Earl (1964). “Report of the President's Commission on the Assassination of President Kennedy”. Washington, D.C.: United States Government Printing Office. 2016년 9월 26일에 원본 문서에서 보존된 문서. 2017년 8월 25일에 확인함.
- White, Theodore H. (1965). 《The Making of the President, 1964》. New York: Atheneum Publishers. LCCN 65018328.
- United Press International; American Heritage (1964). 《Four Days: The Historical Record of the Death of President Kennedy》. American Heritage Publishing Company.
- 〈Appendix 13: Biography of Lee Harvey Oswald〉. 《Report of the President's Commission on the Assassination of President John F. Kennedy》. Washington, D.C.: United States Government Printing Office. 1964. 697, 699쪽. 2020년 4월 8일에 원본 문서에서 보존된 문서. 2017년 8월 25일에 확인함.
- 〈Chapter 4: The Assassin〉. 《Report of the President's Commission on the Assassination of President John F. Kennedy》. Washington, D.C.: United States Government Printing Office. 1964. 191쪽. 2020년 4월 8일에 원본 문서에서 보존된 문서. 2017년 8월 25일에 확인함.

## 같이 보기
- 케네디 대통령 암살 의혹